# Tatsuya Nakamura (muzikant, 1965)
Tatsuya Nakamura (Japans: 中村 達也, Nakamura Tatsuya) (Toyama, 4 januari 1965) is een Japanse fusionmuzikant (drums, trompet), componist en acteur.

## Biografie
Nakamura was al als jeugdige werkzaam als drummer in bands als Oxydoll, Genbaku Onanies, The Stalin, The God, Masturbation, Nickey & The Warriors en The Star Club. In Tokio formeerde hij met Kenichi Asai en Toshiyuki Terui de band Blankey Jet City, die actief was tot 2000.
Nakamura schreef sinds 1996 de muziek voor zijn eerste soloalbum. Bij dit album waren muzikanten als Asai, Terui, Ken Morioka en het Tokyo Ska Paradise Orchestra onder de naam Losalios betrokken. Vanaf 2002 concentreerde hij zich op dit project. In 2003 werd het dubbelalbum Buck Jam Tonic (met John Zorn en Bill Laswell) uitgebracht. In 2006 formeerde hij Twin Tail met Toshiyuki Terui, Yuji Katsui en anderen. Nakamura werkte ook onder de naam Friction met Reck. Daarnaast werkte hij als filmacteur, eerst voor een film van Shin’ya Tsukamoto.

## Discografie
- 1990: The God Love Is God (ZC)
- 1993: The Blankey Jet City C.B.Jim (Nonfixx)
- 2002: Losalios Colorado Shit Dog (Wilddisc)
- 2003: John Zorn, Bill Laswell, Tatsuya Nakamura Buck Jam Tonic (Wilddisc)
- 2003: The Stalin 虫 (Tokuma)
- 2004: Losalios The End of the Beauty (Columbia Records)
- 2008: Twin Tail Everything Is Permitted (Wilddisc)
- 2011: Bill Laswell, Tatsuya Nakamura, Hideo Yamaki Bass & Drums (P-Vine)

- Bibliothèque nationale de France: cb142101983 (data)
- International Standard Name Identifier: 0000 0004 0681 9949
- Library of Congress Control Number: no2016163861
- MusicBrainz: b9e5e4d7-eaaf-46ad-a6f2-9786332d4d37
- Virtual International Authority File: 59148209299700460009
- WorldCat: E39PBJwXcvqgMTDmdFJq4kwV4q